# Agrotis americana
Agrotis americana là một loài bướm đêm trong họ Noctuidae.